# 皇道義会
皇道義会（こうどうぎかい）は、1918年（大正7年）7月に衆議院議員・石井三郎が設立した思想普及団体。

## 概要
大正デモクラシーによって、日本民族の伝統精神・士道が頽廃するのではないかと危惧した石井三郎が、山縣有朋、寺内正毅、田健治郎らの賛同を得て設立した団体である。総裁に田中義一、顧問に荒木貞夫が就いた。
当初は東京府赤坂区仲之町に本部を置いた。1925年（大正14年）5月、千駄ヶ谷（現在の新宿御苑裏門近く）に本部を移し、大講堂や武道場を設けた。1945年（昭和20年）の空襲で皇道義会の本部は焼失した。

## 皇道義会東京東武館
石井が北辰一刀流剣術の道場水戸東武館の出身であったことから、道場名は「皇道義会東京東武館」と名付けられた。顧問に高野佐三郎、中山博道、名誉師範に斎村五郎、持田盛二、大島治喜太ほか当時の有名な剣道家が名を連ねたという。実際に指導に当たったのは、初代師範・市毛正平（内藤高治の甥）であった。市毛没後、第2代師範を小澤豊吉（元水戸東武館第3代館長）が務めた。後に薙刀部も設けられ、直心影流薙刀術の園部秀雄が師範となった。
皇道義会が春秋2回開催した「皇道義会武道大会」は、武徳祭大演武会や済寧館剣道大会に次ぐ規模と権威を持ち、1933年（昭和8年）にはラジオ中継されたという。しかし、第二次世界大戦により戦地に赴く者が増え、道場で稽古する者も次第に減っていき、武道大会も1943年（昭和18年）が最後となった。
主な門人、小室等、青木秀男、柳沼鉄水、谷島三郎